# Petr Geisler
Petr Geisler (5. ledna 1949 – 3. ledna 2009) byl český novinář, japanolog, překladatel a kaligraf.

## Život
Narodil se do rodiny herečky Růženy Lysenkové a právníka Ivana Geislera. V roce 1967 začal studovat na Univerzitě Karlově dvojobor japanistika a anglistika. Zde při studiích poznal svého učitele Miroslava Nováka, s kterým později překládal starojaponskou poezii do češtiny. V roce 1968 se oženil s tehdy ještě studující malířkou Věrou Urbanovou (provd. Geislerovou), s níž měl posléze tři dcery – Lenku, Annu a Ester Geislerovy. Do druhého manželství vstoupil s Andreou Rybárovou a roku 1997 se jim narodil syn Felix Geisler. Ve volném čase se coby samouk věnoval japonské kaligrafii. Své obrazy později vystavil na několika výstavách. Od roku 1978 až do své smrti pracoval jako zahraniční redaktor pro japonský deník Yomiuri Shimbun.

## Publikace

### Překlady
- Zápisky z volných chvil: starojaponské literární zápisníky paní Sei Šónagon, Kamo no Čómeiho, Jošidy Kenkóa. Praha: Odeon, 1984. (s Miroslavem Novákem).
- Bledý měsíc k ránu: milostná poezie starého Japonska. Praha: Mladá fronta, 1994. Květy poezie, sv. 185. ISBN 80-204-0484-8. (Spoluautor. Vedoucí kolektivu překladatelů Miroslav Novák. Další spoluautoři Karel Fiala, H. Honcoopová, L. Lucká, Zdeňka Švarcová, M. Vačkář.)

### Katalogy
- Jak se kali.grafie. Praha: Národní galerie, 2000. ISBN 8070352094.

### Ilustrace
- Pár much a já. Praha: DharmaGaia, 1996. (Přel. Antonín Líman).
- Cesta srdce. Praha: XYZ, 2008. (Napsal Vladimír Hotovec).